# Тоні П'юліс
Ентоні «Тоні» Річард П'юліс  (англ. Tony Pulis, нар. 16 січня 1958, Ньюпорт, Уельс) — валлійський футболіст, що грав на позиції захисника. По завершенні ігрової кар'єри — тренер. З 2017 року очолює тренерський штаб команди «Мідлсбро».

## Ігрова кар'єра
У дорослому футболі дебютував 1975 року виступами за команду клубу «Бристоль Роверс», в якій провів шість сезонів, взявши участь у 85 матчах чемпіонату.
Згодом з 1981 по 1990 рік грав у складі команд клубів «Геппі Веллі», «Ньюпорт Каунті», «Борнмут» та «Джиллінгем».
Завершив професійну ігрову кар'єру у клубі «Борнмут», у складі якого вже виступав раніше. Прийшов до команди 1990 року, захищав її кольори до припинення виступів на професійному рівні у 1992.

## Кар'єра тренера
Розпочав тренерську кар'єру одразу ж по завершенні кар'єри гравця, 1992 року, увійшовши до тренерського штабу клубу «Борнмут».
Надалі очолював команди клубів «Джиллінгем», «Бристоль Сіті», «Портсмут», «Сток Сіті», «Плімут Аргайл» та «Крістал Пелес».
2015 року очолив тренерський штаб команди «Вест-Бромвіч Альбіон». Був звільнений 20 листопада 2017 року після низки незадовільних результатів — команда на той момент здобула лише чотири перемоги в останніх 22 матчах Прем'єр-ліги.
26 грудня 2017 року очолив команду «Мідлсбро», яка на той момент посідала дев'яте місце у Чемпіоншипі.

### Тренерська статистика
Станом на 2 березня 2018 року
| Команда                | З                 | По                | Реузльтати | Реузльтати | Реузльтати | Реузльтати | Реузльтати |
| Команда                | З                 | По                | І          | В          | Н          | П          | % виграшів |
| ---------------------- | ----------------- | ----------------- | ---------- | ---------- | ---------- | ---------- | ---------- |
| «Борнмут»              | 9 червня 1992     | 5 серпня 1994     | 110        | 31         | 40         | 39         | 28,18      |
| «Джиллінгем»           | 31 липня 1995     | 1 липня 1999      | 218        | 94         | 62         | 62         | 43,12      |
| «Бристоль Сіті»        | 5 липня 1999      | 14 січня 2000     | 33         | 10         | 14         | 9          | 30,30      |
| «Портсмут»             | 13 січня 2000     | 12 жовтня 2000    | 35         | 11         | 10         | 14         | 31,43      |
| «Сток Сіті»            | 1 листопада 2002  | 28 червня 2005    | 131        | 47         | 32         | 52         | 35,88      |
| «Плімут Аргайл»        | 23 вересня 2005   | 14 червня 2006    | 38         | 11         | 15         | 12         | 28,95      |
| «Сток Сіті»            | 14 червня 2006    | 21 травня 2013    | 333        | 122        | 98         | 113        | 36,64      |
| «Крістал Пелес»        | 23 листопада 2013 | 14 серпня 2014    | 28         | 12         | 5          | 11         | 42,86      |
| «Вест-Бромвіч Альбіон» | 1 січня 2015      | 20 листопада 2017 | 121        | 36         | 36         | 49         | 29,75      |
| «Мідлсбро»             | 26 грудня 2017    | досі              | 13         | 6          | 2          | 5          | 46,15      |
| Total                  | Total             | Total             | 1060       | 380        | 314        | 366        | 35,85      |